# Ernesto Lecuona
Ernesto Sixto de la Asunción Lecuona Casado (Guanabacoa, Cuba, 6 de agosto de 1895-Guanabacoa Cuba, 29 de noviembre de 1963) fue un intérprete y compositor de música cubano.

## Biografía
Hijo del periodista Ernesto Lecuona Ramos, que era originario de las Islas Canarias y se había radicado en Cuba, por entonces provincia española, comenzó a estudiar piano bajo la tutela de su hermana Ernestina. Fue un niño prodigio, dio su primer recital a los 5 años, y a los 13 realizó su primera composición, la marcha two step titulada Cuba y América para banda de concierto.
Estudió en el Peyrellade Conservatoire con Antonio Saavedra y el famoso Joaquín Nin. Se graduó en el Conservatorio Nacional de La Habana con una medalla de oro en interpretación cuando tenía 16 años. Fuera de Cuba empezó su carrera en el Aeolian Hall (Nueva York) y continuó sus estudios en Francia con Maurice Ravel. Introdujo la primera orquesta iberoamericana en los Estados Unidos: los Lecuona Cuban Boys.
Está considerado como uno de los músicos cubanos más destacados.
Junto a Gonzalo Roig y Rodrigo Prats, forma la trilogía más importante de compositores del teatro lírico cubano y en especial de la zarzuela. El aporte más importante de Lecuona al género teatral es la fórmula definitiva de la romanza cubana. 
Entre sus obras destacan las zarzuelas: Canto Siboney, que surge integrado en su obra La tierra de Venus; Damisela Encantadora, que está integrada en la zarzuela Lola Cruz, Diablos y Fantasías, El Amor del Guarachero, El Batey (1929), El Cafetal, El Calesero, El Maizal, La Flor del Sitio, Tierra de Venus (1927), María la O (1930) y Rosa la China (1932); las canciones Canto Carabalí, La Comparsa y Malagueña (1933), perteneciente a la Suite Andalucía; sus obras para danza, Danza de los Ñáñigos y Danza Lucumí; la ópera El Sombrero de Yarey (cuyo paradero se desconoce), la Rapsodia Negra para piano y orquesta, así como su Suite Española. Dio forma clásicamente definida a la zarzuela cubana en cuanto a género y estilo se refiere, que por sus logros dramáticos y musicales resulta muy próxima a la ópera. Algunas de las zarzuelas aquí mencionadas son las únicas producciones latinoamericanas que se han integrado en los repertorios en España. En 1942, su composición Siempre en mi corazón fue nominada para el Oscar como mejor canción, pero fue escogida White Christmas.
En 1938, actuó en la película argentina ¡Adiós, Buenos Aires! dirigida por Leopoldo Torres Ríos. En 1960, con el triunfo de la revolución comunista en Cuba, se trasladó a Tampa, Estados Unidos. La difusión de su obra musical se la dieron muchos músicos y directores de orquesta; tal es el caso del director Xavier Cugat, de origen español. Es preciso reconocer que al acopio y difusión de su obra dedicaron importantes esfuerzos su amigo y colaborador artístico Orlando Martínez, así como el también pianista y musicólogo cubano Odilio Urfé. Lo cierto es que la prensa y la crítica —tanto foránea como del patio— le fueron siempre favorables a Lecuona.

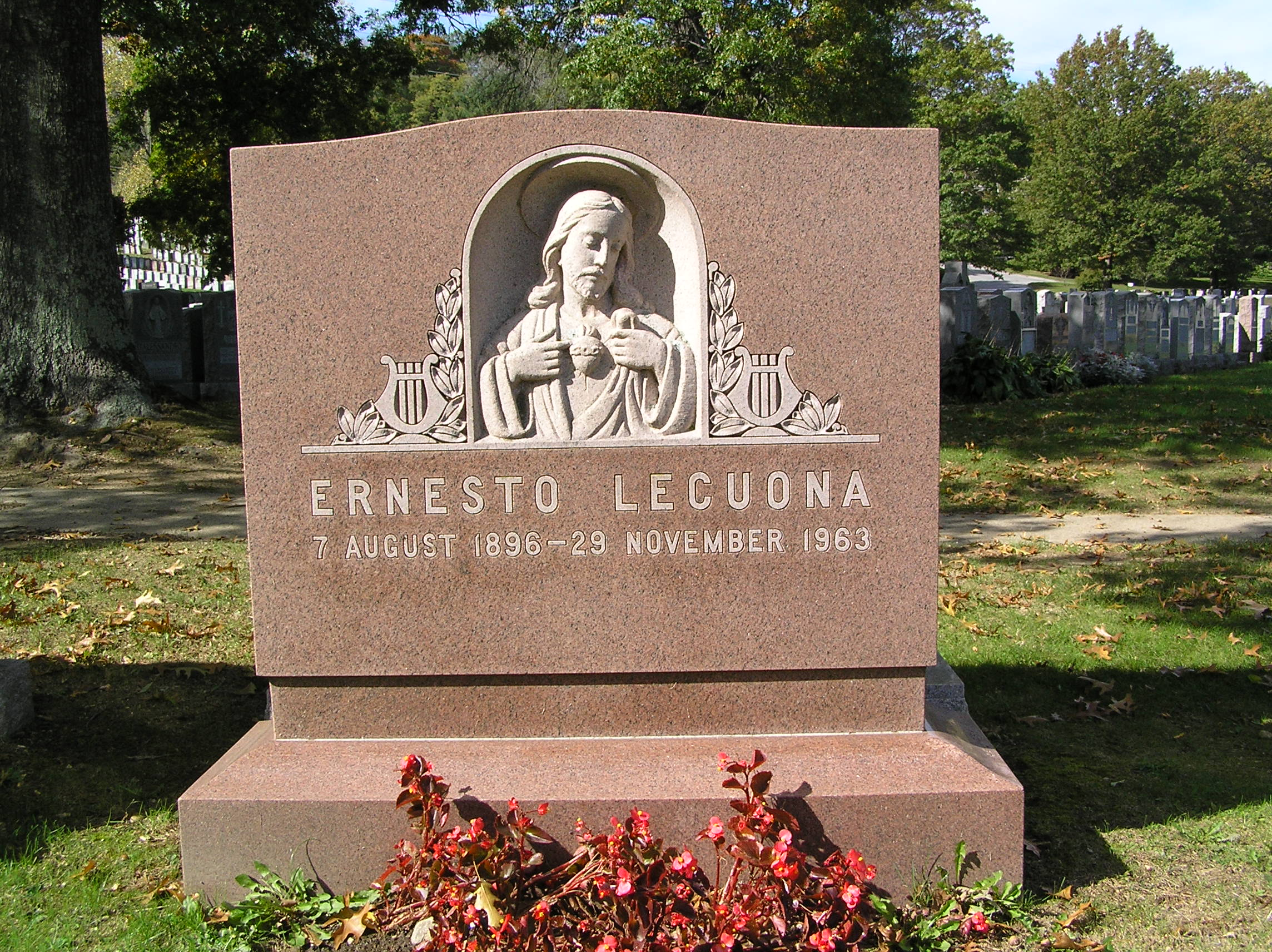
Tumba de Ernesto Lecuona en Nueva York.

Tres años más tarde, murió en Santa Cruz de Tenerife (islas Canarias) durante unas vacaciones para conocer la tierra natal de su padre. Sus restos descansan en el cementerio de Gate of Heaven, en Hawthorne, Nueva York.
"Deseo que mi entierro tenga lugar en Nueva York en el caso de que Fidel Castro o cualquier otro gobernante de Cuba sea comunista o represente alguna facción, grupo o clase que sea gobernada, dominada o inspirada por doctrinas extrañas provenientes del extranjero. Por otra parte, en el caso de que Cuba sea libre al momento de mi muerte, deseo ser enterrado allí..."

## José Mojica y otros artistas
Entre sus intérpretes más famosos se encuentra el tenor mexicano José Mojica (1896-1974), que fue llevado a La Habana por Ernesto Lecuona, en 1931, para varios conciertos en el Teatro Nacional de La Habana.
José Mojica está considerado, en su contexto, el mejor tenor de América Latina. En Hollywood realizaron la musicalización del filme The Cuban Love Song (1931), el cual protagonizaron el barítono Lawrence Tibbett y la actriz mexicana Lupe Vélez.
Lecuona lo apoyó a triunfar como cantante de ópera, y para él creó la pieza Funeral, la cual sirvió de tema para otra película de Hollywood, titulada La cruz y la espada.
Más tarde sus obras recorrieron el mundo. El tenor español Alfredo Kraus ha grabado su obra y ha ofrecido conciertos con su música; más adelante, también el tenor Plácido Domingo ha grabado un álbum de una selección de sus piezas más destacadas titulado "Siempre en mi corazón".
La obra de Ernesto Lecuona ha tenido en el maestro Huberal Herrera a uno de sus más acuciosos investigadores y dotado intérprete. El pianista Huberal Herrera, asociado a su permanente valoración de la obra de Ernesto Lecuona, grabó tres discos para la Sociedad General de Autores y Editores de España (SGAE) con las cuales rescató viejas grabaciones del más universal de los autores cubanos. En el Cubadisco 2017 se presentó su disco Rosas para Ernesto Lecuona donde acompaña a la soprano española Ana María Ruimonte en una selección de 18 obras poco conocidas del maestro Lecuona.
Su gran obra, la zarzuela María la O, ha sido llevada a la pantalla del cine mexicano y se ha escenificado en Cuba, España y México.

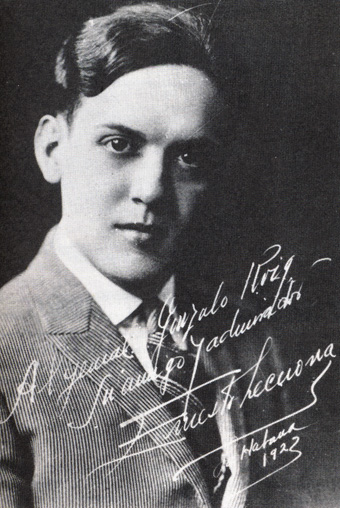
Ernesto Lecuona en 1922.

## Homenaje póstumo
Ernesto Lecuona aparece como uno de los personajes en la novela La isla de los amores infinitos (Grijalbo, 2006), de la escritora cubana Daína Chaviano.
Además de ser brevemente aludido en La novela de Pepe Ansúrez de Gonzalo Torrente Ballester, donde un grupo de mujeres canta a coro la  famosa zarzuela María la O.

## Óperas
- El Sombrero de Yarey

## Zarzuelas
- Niña Rita o La Habana en 1830 (con Eliseo Grenet)
- El Batey

✮ El Cafetal
- Lola Cruz
- María la O
- Rosa la China

✮ Julián el Gallo
✮ La flor del sitio
- La Tierra de Venus
- Diablos y Fantasías
- El Maizal
- La Flor del Sitio
- El Calesero
- El amor del Guarachero
- La Guaracha Musulmana

## Música (seleccionada)
Para piano
- Suite Andalucía.
- Córdova/Córdoba.
- Andaluza.
- Alhambra.
- Gitanerías.
- Guadalquivir.
- Malagueña.
- San Francisco El Grande.
- Ante El Escorial.
- Zambra Gitana.
- Aragonesa.
- Granada.
- Valencia Mora.
- Aragón.

Valses
- Si menor (Rococó).
- La bemol.
- Apasionado.
- Crisantemo.
- Vals Azul.
- Maravilloso.
- Romántico.
- Poético.

Otras piezas, incluidas las canciones
- Zapateo y Guajira.
- Rapsodia Negra.
- Canto del Guajiro.
- La Habanera.
- Tres miniaturas.
- Polichinela.
- Bell Flower.
- Cajita de música.
- Mazurka en glissado.
- Preludio en la noche.
- Diario de un niño.
- Yumurí.
- Zenaida.
- Benilde.
- No me olvides.
- Melancolía.
- Orquídeas.
- La primera en la frente.
- La Comparsa.
- El tanguito de mamá (también llamada A la antigua).
- La danza interrumpida.
- La mulata.
- Arabesque.
- Ella y yo.
- La Cardenense.
- Al fin te vi.
- Impromptu.
- Los Minstrels.
- Gonzalo, ¡no bailes más!
- ¡Qué risa me da! Mi abuela bailaba así.
- ¡No hables más!
- No puedo contigo.
- ¡Echate pa'llá María!
- Ahí viene el chino.
- ¿Por qué te vas?
- Lola está de fiesta.
- En tres por cuatro.
- Danza Lucumí.
- ¡Y la negra bailaba!
- La conga de medianoche.
- Danza de los Ñáñigos.
- Yo soy así.
- Pensaba en ti.
- Dame tu amor.
- Amorosa.
- Mis tristezas.
- Cómo baila el muñeco.
- Futurista.
- Burlesca.
- Mientras yo comía maullaba el gato.
- La 32.
- ¡Y sigue la lloviznita!
- El miriñaque.
- Eres tú el amor.
- Andar.
- Muñequita.
- Tú serás.
- Negrita.
- Aquí está.
- Melancolía.
- Lloraba en sueños.
- Negra Mercé.
- La negra Lucumí.

## Películas con música de Lecuona
- Under Cuban Skies, MGM (1931).
- Free Soul, MGM (1931).
- Susana Lenox, MGM (1931).
- Pearl Harbor, MGM.
- La cruz y la espada, MGM.
- Siboney (1938) (película mexicana-cubana)
- Always in My Heart, Warner Bros. (1942).
- One More Tomorrow, Warner Bros. (1946).
- Carnival in Costa Rica, 20th Century Fox (1947).
- María la O (película mexicana).
- Adiós Buenos, Aires (1938) (película argentina).
- De México llegó el amor (1940) (película argentina).
- La última melodía (película cubana).
- Enrico IV (1984) (canción "Tabu").
- 2046 (2004) (película china).
- La Isla (2005).
- Fresa y chocolate (1993) (película cubana)
- Joy (2015) / La malagueña
- Capablanca (1986)

## Filmografía
- Mamá Gloria  (1941)

## Premios y distinciones
Premios Óscar
| Año  | Categoría              | Canción              | Película              | Resultado |
| ---- | ---------------------- | -------------------- | --------------------- | --------- |
| 1943 | Mejor canción original | «Always in My Heart» | Siempre en mi corazón | Nominado  |